# 盧霍韋 (蘇梅區)
50°48′29″N 34°44′29″E / 50.80806°N 34.74139°E
盧霍韋（烏克蘭語：Лугове）是位於烏克蘭東北部的村莊，由蘇梅州蘇梅區的薩德市鎮負責管轄。該村處於普肖爾河右岸，距離什皮利夫卡和哈爾基夫希納2公里，海拔高度125米，2001年人口195。